# Главнокомандующий Вооружёнными силами Украины
Главнокомандующий Вооружённых сил Украины (укр. Головнокомандувач Збройних сил України) — высшая военная должность в государстве, руководитель Вооружённых сил Украины.
В обязанности главнокомандующего входит осуществление подготовки Вооружённых сил Украины и других сил обороны для их задействования в противодействии вооружённой агрессии и выполнение непосредственного военного руководства в ходе боевых действий.
Ресурсное обеспечение ВСУ и определение оборонной политики — задача Министерства обороны Украины; определение требований к вооружённым силам и их потребностей в ресурсах, стратегическое планирование, техническое оснащение и т. д. — задача Генерального штаба ВСУ.

## Законодательный статус
Главнокомандующий Вооружённых сил Украины — лицо, осуществляющее непосредственное военное руководство ВС Украины, контроль за обеспечением армии военной техникой, вооружением и другими ресурсами. Главком отчитывается перед президентом и министром обороны о достижении военно-стратегических целей в сфере обороны.
При этом Законом Украины «О Вооружённых силах Украины» определяется, что непосредственное военное руководство — деятельность, направленная на осуществление мероприятий по развитию ВСУ, их техническому оснащению, подготовке и всестороннему обеспечению, определению основ их применения, а также управлению ими.
До 27 марта 2020 года согласно статье 8 этого закона, Главнокомандующим Вооружённых сил Украины являлся Начальник Генерального штаба ВСУ.

## Награды, присваиваемые Главнокомандующим ВСУ
Главнокомандующий Вооружённых сил Украины имеет право присваивать следующие почетные нагрудные знаки: Крест за боевые заслуги, Крест за мужество и отвагу, Золотой крест, Серебряный крест, Стальной крест, Крест «Военная честь», За несокрушимость, За сохранённую жизнь, За содействие Вооружённым силам Украины.
Почётные нагрудные знаки Главнокомандующего Вооружённых сил Украины установлены в соответствии с приказом Главкома ВСУ № 411 от 23 декабря 2021 года «О почетных нагрудных знаках Главнокомандующего Вооруженных Сил Украины», который вступил в силу 1 июня 2022 года.

## Символика
В 2019 году был утверждён особый нарукавный знак для Главнокомандующего Вооружённых сил Украины с изображением двух скрещенных золотых булав, носящийся на правом рукаве. Дизайн знака основан на гербах двух должностей Польско-Литовского королевства — Великого гетмана коронного и Великого гетмана Литовского. На левом рукаве главнокомандующий и его аппарат носят нарукавный знак в виде золотого тризуба на синем фоне.
- Нарукавный знак Главнокомандующего ВСУ
- Нарукавный знак Аппарата Главнокомандующего ВСУ

## Главнокомандующие Вооружённых сил Украины
| Номер по порядку (общий лик с предыдущими названиями должности) | Фото                                      | Воинское звание                           | Имя                                       | Дата рождения (возраст назначения на должность) | Назначение на должность                   | Завершение                                |
| Главнокомандующие Вооружённых сил Украины | Главнокомандующие Вооружённых сил Украины | Главнокомандующие Вооружённых сил Украины | Главнокомандующие Вооружённых сил Украины | Главнокомандующие Вооружённых сил Украины       | Главнокомандующие Вооружённых сил Украины | Главнокомандующие Вооружённых сил Украины |
| --- | ----------------------------------------- | ----------------------------------------- | ----------------------------------------- | ----------------------------------------------- | ----------------------------------------- | ----------------------------------------- |
| 3 (22) |                                           | генерал-полковник                         | Сырский Александр Станиславович           | 26.07.1965 (58 лет)                             | 8 февраля 2024                            |                                           |
| 2 (21) |                                           | генерал                                   | Залужный Валерий Федорович                | 08.07.1973 (48 лет)                             | 27 июля 2021                              | 8 февраля 2024                            |
| 1 (20) |                                           | генерал-полковник                         | Хомчак Руслан Борисович                   | 05.06.1967 (52 года)                            | 27 марта 2020                             | 27 июля 2021                              |
| Начальники Генерального штаба — Главнокомандующие Вооружённых сил Украины                                                                                              |                                           |                                           |                                           |                                                 |                                           |                                           |
| 8 (19) |                                           | генерал-полковник                         | Хомчак Руслан Борисович                   | 05.06.1967 (51 год)                             | 21 мая 2019                               | 27 марта 2020                             |
| 7 (18) |                                           | генерал армии Украины                     | Муженко Виктор Николаевич                 | 10.10.1961 (52 года)                            | 03 июля 2014                              | 21 марта 2019                             |
| 6 (17) |                                           | генерал-лейтенант                         | Куцин Михаил Николаевич                   | 15.08.1957 (56 года)                            | 28 февраля 2014                           | 3 июля 2014                               |
| 5 (16) |                                           | адмирал                                   | Ильин Юрий Иванович                       | 21.08.1962 (51 год)                             | 19 февраля 2014                           | 28 февраля 2014                           |
| 4 (15) |                                           | генерал-полковник                         | Замана Владимир Михайлович                | 03.12.1959 (52 года)                            | 18 февраля 2012                           | 19 февраля 2014                           |
| 3 (14) |                                           | генерал-полковник                         | Педченко Григорий Николаевич              | 03.01.1955 (55 лет)                             | 31 мая 2010                               | 18 февраля 2012                           |
| 2 (13) |                                           | генерал армии Украины                     | Свида Иван Юрьевич                        | 15.02.1950 (59 лет)                             | 18 ноября 2009                            | 31 мая 2010                               |
| 1 (12) |                                           | генерал армии Украины                     | Кириченко Сергей Александрович            | 04.05.1952 (53 года)                            | 16 июня 2005                              | 18 ноября 2009                            |
| Главнокомандующие ВСУ в должности начальника Генерального штаба Вооружённых сил Украины                                                                                |                                           |                                           |                                           |                                                 |                                           |                                           |
| 3 (11) |                                           | генерал армии Украины                     | Кириченко Сергей Александрович            | 04.05.1952 (52 роки)                            | 19 липня 2004                             | 16 червня 2005                            |
| 2 (10) |                                           | генерал-лейтенант                         | Пальчук Николай Николаевич                | 27.05.1945 (57 лет)                             | 27 июль 2002                              | 13 август 2002                            |
| 1 (9) |                                           | генерал-полковник                         | Шуляк Пётр Иванович                       | 29.03.1945 (56 лет)                             | 8 февраля 2002                            | 28 июля 2002                              |
| Главнокомандующие ВСУ в должности начальника Генерального штаба (до 1994 года — Главного штаба) Вооружённых сил Украины — первого заместителя Министра обороны Украины |                                           |                                           |                                           |                                                 |                                           |                                           |
| 8 |                                           | генерал-полковник                         | Шуляк Пётр Иванович                       | 29.03.1945 (56 лет)                             | 27 ноября 2001                            | 8 февраля 2002                            |
| 7 |                                           | генерал-лейтенант                         | Пальчук Николай Николаевич                | 27.05.1945 (56 лет) † 30.11.2016                | 13 ноября 2001                            | 27 ноября 2001                            |
| 6 |                                           | генерал армии Украины                     | Шкидченко Владимир Петрович               | 01.01.1948 (50 лет)                             | 1 октября 1998                            | 13 ноября 2001                            |
| 5 |                                           | генерал-полковник                         | Затинайко Александр Иванович              | 30.01.1949 (47 лет)                             | 12 марта 1996                             | 30 сентября 1998                          |
| 4 |                                           | генерал-полковник                         | Лопата Анатолий Васильевич                | 23.03.1940 (53 года)                            | 24 марта 1993                             | 10 февраля 1996                           |
| 3 |                                           | генерал-полковник                         | Бижан Иван Васильевич                     | 25.12.1941 (50 лет)                             | 25 сентября 1992                          | 24 марта 1993                             |
| 2 |                                           | генерал-полковник                         | Собков Василий Тимофеевич                 | 20.10.1944 (47 лет) † 01.04.2020                | 4 июня 1992                               | 25 сентября 1992                          |
| 1 |                                           | генерал-лейтенант                         | Живица Георгий Владимирович               | 01.07.1937 (54 лет) † 26.12.2015                | 23 декабря 1991                           | 4 июня 1992                               |